# The Ghost Monument
The Ghost Monument (traducido como El Monumento Fantasma) es el segundo episodio de la undécima temporada moderna de la serie británica de ciencia ficción Doctor Who, emitido originalmente el 14 de octubre de 2018 por BBC One. Está escrito por el productor ejecutivo Chris Chibnall, dirigido por Mark Tonderai.
En el episodio, la Decimotercer Doctor (Jodie Whittaker), una extraterrestre que viaja en el tiempo, transporta accidentalmente a sus amigos humanos Graham O'Brien (Bradley Walsh), Ryan Sinclair (Tosin Cole) y Yasmin Khan (Mandip Gill) a un sistema solar distante, con lo que se convierten en parte de una concentración alienígena interplanetaria que se estrella en su parada final en el hostil planeta Desolación. Al involucrarse en la carrera, la doctora y sus amigos se encuentran buscando la línea de meta, revelada como la TARDIS, para poder regresar a la Tierra.
The Ghost Monument es el primero en emitir la nueva secuencia de introducción del programa para el período de Whittaker, que se omitió en el estreno de la temporada, The Woman Who Fell to Earth. El episodio fue visto por 9,00 millones de espectadores y recibió críticas generalmente positivas de los críticos.

## Sinopsis
Después de llegar al espacio exterior por error, el Decimotercer Doctor y sus amigos son rescatados por Angstrom y Epzo, dos pilotos humanoides que compiten en una gran carrera intergaláctica. Al llegar al planeta Desolación, muerto pero hostil, ligeramente alejado de su campo de gravedad, el grupo y los pilotos se encuentran con el organizador de la carrera, Ilin, utilizando un holograma de larga distancia. Ambos pilotos se enteran de que el evento final de la carrera implica alcanzar un objeto conocido como el Monumento Fantasma para su extracción antes de que el planeta complete una sola rotación. Una curiosa Doctor se entera de los datos de Ilin de que se trata de la TARDIS, atrapada a mitad de fase debido al daño que sufrió. Uniéndose a los pilotos en su carrera, la Doctor promete llevar a sus nuevos amigos a casa una vez que hayan llegado a la meta.
El grupo y los pilotos localizan y reparan un bote que funciona con energía solar, usándolo para alcanzar las ruinas de una antigua civilización que ahora está habitada por robots de francotiradores. La Doctor usa los restos de un robot para desactivar temporalmente los otros con un pulso electromagnético, ubicando una serie de túneles que el suelo puede usar como acceso directo a la línea de meta. Durante este tiempo, la Doctor se entera de que Angstrom busca el premio en efectivo para salvar a su familia de la limpieza étnica por parte de Stenza, mientras que Epzo está fuera de sí debido a su educación para desconfiar de los demás. Al descubrir la historia de Desolación en los túneles, el grupo aprende que los residentes murieron al crear armas de destrucción masiva para los Stenza, con los muertos aclarados por criaturas parecidas a telas llamadas los Remanentes. Atrapada por un grupo de Remanentes cuando es forzada a un área llena de gas en la superficie, la Doctor las destruye con el cigarro auto-encendido de Epzo que enciende el gas.
Al llegar a la ubicación del monumento, la Doctor convence a los pilotos de reclamar la victoria conjunta en la tienda holográfica de Ilin. Ilin acepta a regañadientes esto, pero se niega a teletransportar a la Doctor y sus amigos fuera del planeta con los pilotos. Una abatida Doctor abatida se disculpa con sus amigos por dejarlos varados, pero se detiene cuando escucha que emerge la TARDIS, usando su destornillador sónico para materializarla por completo. Con su nave de vuelta, descubriendo que había cambiado tanto externa como internamente en su ausencia, la Doctor ofrece a sus amigos un viaje a casa como ha prometido.

## Producción

### Casting
Se anunció que Shaun Dooley aparecería en la serie en julio de 2018,  mientras que después de la transmisión del primer episodio, The Woman Who Fell to Earth, se confirmó que Susan Lynch y Art Malik estarían entre varios actores invitados que aparecerían en la serie.

### Filmación
Las tomas exteriores para el episodio tuvieron lugar en Sudáfrica, marcando la primera vez que Doctor Who realizó una filmación en aquel país. La elección del sitio por el showrunner Chris Chibnall tenía como objetivo proporcionar el ambiente adecuado para su historia para The Ghost Monument, aunque esto surgieron problemas cuando la filmación comenzó en enero de 2018. Uno de los principales problemas que enfrentó el elenco y la tripulación, durante el período de tres semanas durante el cual las escenas exteriores requirieron ser filmadas, fue la aparición de una severa sequía durante el trabajo, lo que restringió a los miembros del reparto a ducharse en dos minutos. El calor en el lugar también llevó a un miembro, Tosin Cole, a desarrollar un golpe de calor durante el trabajo y que requirió tratamiento.
Las escenas interiores, incluidas las que involucran al personaje de Art Malik, Ilin, se filmaron principalmente en Reino Unido una vez que el elenco terminó en Sudáfrica, en los Estudios Roath Lock de Cardiff.

## Difusión y recepción

### Televisión
La nueva secuencia del título de apertura no se incluyó en el primer episodio, The Woman Who Fell to Earth, sino que se estrenó en el segundo episodio.

### Calificaciones
El episodio fue visto por 7,11 millones de espectadores durante la noche, lo que lo convierte en el tercer programa más alto de la semana, lo que representa una participación de audiencia del 33,4%. El episodio recibió un total de 9,00 millones de espectadores y una puntuación del Índice de Apreciación del Público de 82.
En Estados Unidos, la transmisión en BBC America tuvo 1.12 millones de espectadores por la noche.

### Recepción crítica
The Ghost Monument recibió críticas positivas de los críticos. El episodio tiene un índice de aprobación del 93% en Rotten Tomatoes, con un puntaje promedio de 7.54. El consenso del sitio web dice:

El regreso de un viejo amigo y un nuevo monstruo inductor de pesadillas hacen que The Ghost Monument sea un poderoso paso adelante y una divertida devolución de llamada a los Doctores de antaño".